# Reserva regional de caza
[¿quién?] Son aquellos terrenos así declarados mediante ley u otra norma, con el doble fin de conservar y promover determinadas especies y, una vez alcanzados los niveles de densidad adecuados, aprovechar racionalmente esta riqueza cinegética para la máxima satisfacción social y recreativa, procurando dirigir hacia las comarcas afectadas una intensa corriente dineraria que permita mejorar sus condiciones económicas y sociales.

## Castilla y León
La titularidad de la competencia para esta declaración, es de la comunidad autónoma de Castilla y León. La administración de esta competencia se ejerce a través de la Junta de Castilla y León. 
En esta comunidad hay un total de diez reservas declaradas:
- Sierra de Gredos (Ávila), con 37 216 ha
- Sierra de la Demanda (Burgos), con 75 167 ha
- Ancares leoneses (León), con 36 342 ha
- Mampodre (León), con 31 400 ha
- Fuentes Carrionas (Palencia), con 49 471 ha
- Las Batuecas (Salamanca), con 21 513 ha
- Urbión (Soria), con 115 895 ha
- Sierra de la Culebra (Zamora), con 67 340 ha
- Lagunas de Villafáfila (Zamora), con 32 675 ha